# Reinhard Gehlen
Reinhard Gehlen (Erfurt, 3 april 1902 - Starnberg, 8 juni 1979) was een Duits luitenant-generaal en inlichtingenofficier. Hij was hoofd van de militaire inlichtingendienst van de Wehrmacht aan het oostfront tijdens de Tweede Wereldoorlog (1942-45), hoofd van de aan de CIA gelieerde anticommunistische Gehlen-spionnenorganisatie (1946-56) en de oprichter van de Bundesnachrichtendienst (BND) van West-Duitsland (1956-68) tijdens de Koude Oorlog.

## Biografie
Gehlen werd beroepsmilitair in 1920 tijdens de Weimarrepubliek. In 1942 werd hij chef van de Fremde Heere Ost (FHO), de militaire inlichtingendienst van het Duitse nazileger aan het oostfront (1941-45). Hij bereikte de rang van generaal-majoor voordat hij in april 1945 door Adolf Hitler werd ontslagen vanwege het defaitisme van het FHO, waaronder het indienen van pessimistische inlichtingenrapporten over de superioriteit van het Rode Leger.
Eind 1945, na de overgave van Duitsland op 7 mei en het begin van de Koude Oorlog, wierf het Amerikaanse leger (G-2 Intelligence) hem aan om de Gehlen Organisatie op te richten, een spionagenetwerk dat zich focuste op de Sovjet-Unie. De organisatie zou voormalige militaire officieren van de Wehrmacht en voormalige inlichtingenofficieren van de Schutzstaffel (SS) en de Sicherheitsdienst (SD) in dienst nemen. Als hoofd van de Gehlen Organisatie zocht hij samenwerking met de in 1947 opgerichte Central Intelligence Agency (CIA), wat ertoe leidde dat de Gehlen Organisatie uiteindelijk nauw verbonden raakte met de CIA.
Gehlen speelde een belangrijke rol in de onderhandelingen over de oprichting van een officiële West-Duitse inlichtingendienst op basis van de Gehlen Organisatie in het begin van de jaren 1950. In 1956 werd de Gehlen Organisatie overgedragen aan de West-Duitse regering en vormde zij de kern van de Federale Inlichtingendienst, de officiële buitenlandse inlichtingendienst van de Bondsrepubliek Duitsland, waarvan Gehlen tot zijn pensionering in 1968 de eerste directeur was. Hoewel dit een civiele functie was, was hij ook luitenant-generaal bij de reservetroepen van de Bundeswehr, de hoogste reserveofficier in het leger van West-Duitsland. Hij ontving in 1968 het Grootkruis van de Orde van Verdienste van de Bondsrepubliek Duitsland.
- Bibsys: 90068157
- Biblioteca Nacional de España: XX869598
- Bibliothèque nationale de France: cb119045126 (data)
- CiNii: DA05189968
- Gemeinsame Normdatei: 118538098
- International Standard Name Identifier: 0000 0001 0924 1722
- Library of Congress Control Number: n50018255
- Nationale Bibliotheek van Letland: 000040793
- Bibliotheek van het Japanse parlement: 00440684
- Nationale Bibliotheek van Tsjechië: jn20000700600
- Nationale bibliotheek van Australië: 35116679
- Nationale Bibliotheek van Israël: 987007261658905171
- Nationale Bibliotheek van Polen: a0000001269859
- Nederlandse Thesaurus van Auteursnamen: 070493413
- Istituto Centrale per il Catalogo Unico: SBLV221503
- LIBRIS: 300226
- SNAC: w6dq0fsg
- Système universitaire de documentation: 078822971
- Trove: 831341
- Virtual International Authority File: 91526580
- WorldCat: E39PBJgMx38dJhkCBpfKtD9hpP